# Xác suất phân rã
Xác suất phân rã là hệ số tỉ lệ trong công thức của định luật phóng xạ. Nó được xác định bởi năng lượng liên kết hạt nhân, là hệ số đặc trưng cho hiện tượng phân rã phóng xạ.